# Trigg County
Trigg County ist ein County im Bundesstaat Kentucky der Vereinigten Staaten. Das U.S. Census Bureau hat bei der Volkszählung 2020 eine Einwohnerzahl von 14.061 ermittelt.
Der Verwaltungssitz (County Seat) ist Cadiz. Das County gehört zu den Dry Countys, was bedeutet, dass der Verkauf von Alkohol eingeschränkt oder verboten ist.

## Geographie
Das County liegt im Südwesten von Kentucky, grenzt im Süden an den Bundesstaat Tennessee und hat eine Fläche von 1246 Quadratkilometern, wovon 98 Quadratkilometer Wasserfläche sind. Es grenzt in Kentucky im Uhrzeigersinn an folgende Countys: Lyon County, Caldwell County, Christian County, Calloway County und Marshall County.

## Geschichte
Trigg County wurde am 27. Januar 1820 aus Teilen des Caldwell County und des Christian County gebildet. Benannt wurde es nach Colonel Stephen Trigg, einem Pionier in dieser Gegend.
Acht Bauwerke und Stätten des Countys sind im National Register of Historic Places eingetragen (Stand 21. Oktober 2017).

## Demografische Daten

Trigg County High School (1939)

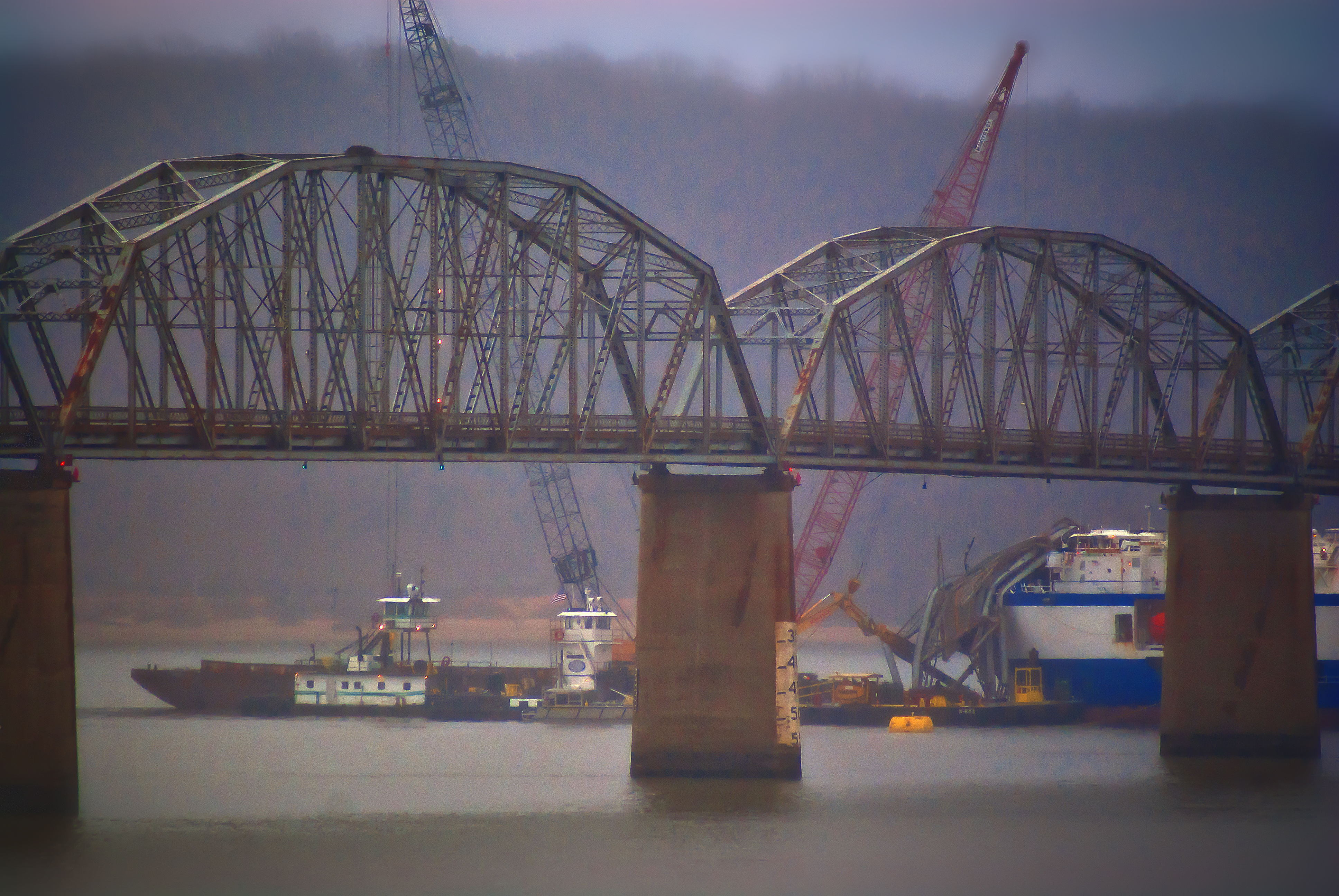
Die Eggner Ferry Bridge

Nach der Volkszählung im Jahr 2000 lebten im Trigg County 12.597 Menschen. Davon wohnten 111 Personen in Sammelunterkünften, die anderen Einwohner lebten in 5.215 Haushalten und 3.765 Familien. Die Bevölkerungsdichte betrug 11 Einwohner pro Quadratkilometer. Ethnisch betrachtet setzte sich die Bevölkerung zusammen aus 88,34 Prozent Weißen, 9,79 Prozent Afroamerikanern, 0,21 Prozent amerikanischen Ureinwohnern, 0,25 Prozent Asiaten, 0,01 Prozent Bewohnern aus dem pazifischen Inselraum und 0,18 Prozent aus anderen ethnischen Gruppen; 1,22 Prozent stammten von zwei oder mehr Ethnien ab. 0,90 Prozent der Bevölkerung waren spanischer oder lateinamerikanischer Abstammung.
Von den 5.215 Haushalten hatten 29,1 Prozent Kinder und Jugendliche unter 18 Jahre, die bei ihnen lebten. 60,2 Prozent waren verheiratete, zusammenlebende Paare, 8,4 Prozent waren allein erziehende Mütter, 27,8 Prozent waren keine Familien, 25,0 Prozent waren Singlehaushalte und in 11,6 Prozent lebten Menschen im Alter von 65 Jahren oder darüber. Die Durchschnittshaushaltsgröße betrug 2,39 und die durchschnittliche Familiengröße lag bei 2,84 Personen.
Auf das gesamte County bezogen setzte sich die Bevölkerung zusammen aus 22,9 Prozent Einwohnern unter 18 Jahren, 6,8 Prozent zwischen 18 und 24 Jahren, 26,7 Prozent zwischen 25 und 44 Jahren, 27,0 Prozent zwischen 45 und 64 Jahren und 16,6 Prozent waren 65 Jahre alt oder darüber. Das Durchschnittsalter betrug 40 Jahre. Auf 100 weibliche Personen kamen 96,9 männliche Personen. Auf 100 Frauen im Alter von 18 Jahren alt oder darüber kamen statistisch 94,1 Männer.

Das jährliche Durchschnittseinkommen eines Haushalts betrug 33.002 USD, das Durchschnittseinkommen der Familien betrug 40.886 USD. Männer hatten ein Durchschnittseinkommen von 31.158 USD, Frauen 22.081 USD. Das Prokopfeinkommen betrug 17.184 USD. 8,8 Prozent der Familien und 12,3 Prozent der Bevölkerung lebten unterhalb der Armutsgrenze. Davon waren 13,2 Prozent Kinder oder Jugendliche unter 18 Jahre und 14,7 Prozent waren Menschen über 65 Jahre.

## Orte im County
- Barkley Shores
- Black Hawk
- Blue Spring
- Blue Spring Estates
- Blue Water Estates
- Buffalo
- Cadiz
- Caledonia
- Canton
- Cedar Point
- Cerulean
- Cumberland Shores
- Donaldson
- Fenton
- Ferguson Spring
- Golden Pond
- Linton
- Maple Grove
- Montgomery
- Roaring Spring
- Rockcastle
- Rockcastle Shores
- Shawnee Hills
- Trigg Furnace
- Wallonia